# 잃어버린 세월
"잃어버린 세월"은 1965년 공개된 대한민국의 영화이다.

## 배역
- 신영균
- 최무룡
- 최남현